# رومان کونستانتینوف
رومان کونستانتینوف (روسی: Роман Александрович Константинов؛ زادهٔ ۱۵ اوت ۱۹۸۳) وزنه‌بردار اهل روسیه است.
وی در مسابقات کشوری و بین‌المللی در مجموع برندهٔ ۱ مدال طلا، ۲ مدال نقره، ۱ مدال برنز شده‌است.